# US Macouria
US Macouria is een voetbalclub uit Macouria.

## Erelijst
Frans-Guyana Division d'Honneur: 1
2006/07
Coupe de Guyane: 1
2005/06